# Reserva de Producción de Fauna Manglares El Salado
Die Reserva de Producción de Fauna Manglares El Salado befindet sich an der Pazifikküste von Ecuador. Das 106,35 km² große Schutzgebiet wurde am 15. November 2002 mittels Acuerdo Ministerial N° 142 sowie dem Registro Oficial N° 5 vom 22. Januar 2003 eingerichtet. Die Schutzgebietskategorie dient der nachhaltigen Entwicklung und Nutzung von Wildtierpopulationen in natürlichen oder teilweise veränderten Gebieten, hauptsächlich für die ansässige lokale Bevölkerung.

## Lage
Die Reserva de Producción de Fauna Manglares El Salado befindet sich in der Provinz Guayas. Sie umfasst die noch vorhandenen Mangroveflächen südlich und südwestlich der Großstadt Guayaquil im inneren Ästuar-Bereich des Río Guayas am Rande des Golfs von Guayaquil. In dem Areal liegen die Buchten Estero Mongón, Estero Plano Seco und Estero El Salado.

## Ökologie
Das nährstoffreiche Wasser der Flussmündungen sowie der Lebensraum zwischen den Wurzeln des Mangrovensumpfes sind ideal für Krabben, Muscheln und Garnelen sowie zahlreiche Fischarten. Das Mangroven-Ökosystem ist als Rast- und Nistplatz für Vögel sehr wichtig. Es ist zum Beispiel ein Spektakel zu beobachten, wie viele Reiher nachmittags ankommen, um sich auf den Ästen auszuruhen. Ferner kommt im Schutzgebiet das Spitzkrokodil (Crocodylus acutus) vor.